# 逢甲路 (高雄市)
逢甲路（Fongjia Rd.）為高雄市鼓山區的東西向一般道路。東起於翠華路口與馬卡道路口接明誠四路，西止於鼓山三路。

## 行經行政區域
- 鼓山區

## 沿線設施
- 四季莊園產後護理之家
- 全家便利商店四季店

## 主要結點
- 鼓山三路
- 九如四路
- 翠華路
- 馬卡道路

## 公車資訊
- 南台灣客運
  - 紅33(明誠幹線) 中華藝校－捷運凹子底站－鳳山商工
  - 紅36 先勝路口－捷運巨蛋站－文藻外語學院

## 公共自行車
- 高雄市公共自行車租賃系統：
  - 逢甲翠華路397巷口(東南側)：逢甲路/翠華路397巷口(東南側公園內)